# Шаши (Кировская область)
Шаши — деревня в составе Немского района Кировской области. 

## География
Находится на расстоянии примерно 4 километра по прямой на восток от районного центра поселка Нема.

## История
Деревня известна с 1873 года, когда ней (тогдашнем починке Поломский) учтено было дворов 13 и жителей 175, в 1905 42 и 190, в 1926 46 и 208 соответственно, в 1989 25 жителей. До 2021 года входила в Немское сельское поселение Немского района, ныне непосредственно в составе Немского района.

## Население
Постоянное население  составляло 49 человек (русские 100%) в 2002 году, 50 в 2010.